# Jeffrey Farrell
Felix Jeffrey „Jeff” Farrell (ur. 28 lutego 1937 w Detroit) – amerykański pływak. Dwukrotny złoty medalista olimpijski z Rzymu.
Specjalizował się w stylu dowolnym. Igrzyska w 1960 były jego jedyną olimpiadą. Startował jedynie w sztafetach, w występie na dystansach indywidualnych przeszkodziła mu kontuzja odniesiona przed amerykańskimi kwalifikacjami. Był członkiem dwóch zwycięskich sztafet amerykańskich, obie pobiły rekord świata.
W 1968 i ponownie w 2011 (w kategorii masters) został przyjęty do International Swimming Hall of Fame.